# 피트 부티지지
피터 폴 몽고메리 부티지지(영어: Peter Paul Montgomery Buttigieg( /ˈbuːtɪdʒɪdʒ/) 1982년 1월 19일 ~ )는 미국 민주당 소속의 정치인이며, 조 바이든 행정부의 초대 교통부장관이다. 2012년부터 2020년까지 인디애나주의 중소도시 사우스벤드의 시장을 역임했고, 2020년 미국 대통령 선거 민주당 후보 경선에 출마했다. 공직 경력 이전에는 하버드 대학교 학사 졸업 후 로즈 장학생으로 선정되어 옥스퍼드 대학교 펨브로크 칼리지에서 학사 학위를 얻었다. 이후 맥킨지 & 컴퍼니에서 컨설턴트로 일하다가, 2009년부터 2017년까지 미국 해군 예비군(U.S. Navy Reserve)의 정보관으로 복무했다. 2014년에는 미 해군 예비군 대위로서 아프가니스탄으로 7개월 간 파병되었다.
2012년 29세 나이에 출생지인 인디애나주 사우스벤드 시장으로 취임했다. 2015년에 동성애자로서 공개적으로 커밍아웃하였다. 같은 해 사우스벤드 시장 선거에서 80%가 넘는 득표율로 재선되었다.
2019년 1월 미국 대통령 선거 민주당 후보 경선 출마를 위한 예비 선거운동을 시작하여, 2019년 4월 미국 대통령 선거 민주당 후보 경선 출마를 공식선언했다.

## 어린 시절
피트 부티지지는 인디애나 사우스벤드에서 아버지 조지프 부티지지와 어머니 제니퍼 앤 부티지지 사이에서 외동아들로 태어났다. 그의 아버지는 몰타의 함룬 출신으로, 본래 예수회 수사가 되기 위해 공부를 하였으나, 이후 미국으로 이주하여 사우스벤드의 노터데임 대학교 문학과 교수가 되었다. 그의 성인 부티지지는 몰타를 기원으로 한다. 조지프 부티지지는 노터데임 대학교에서 29년간 교수로 재직하였다. 그의 모계가족은 몇 세대에 걸친 인디애나주 출신이다.

### 학창시절
피트 장관은 세인트 조셉 고등학교를 졸업한 후, 2000년 하버드 대학교에 입학하여 문학과 역사학을 전공하였다. 그의 학부시절 논문의 제목은 'The Quiet American's Errand into the Wilderness'으로 청교도가 미국의 외교정책에 미친 영향에 관한 것으로 이 제목은 페리 밀러가 지은 'Errand into the Wilderness'로부터 유추한 것이다.

## 사우스벤드 시장

### 선거
부티지지는 2011년 사우스벤드 시장 선거에서 14,883표 중 10,911표를 득표(74%)하여 시장으로 당선되었다. 그는 2012년 1월, 사우스벤드 역사상 두번째로 어린 나이이자 미국 전역에서 10만명 이상의 인구를 지닌 시의 시장 중 가장 어린나이인 29세에 시장으로 취임하였다.
2011년 시장직 당선자인 부티지지는 자신이 맡고 있던 세인트 조지프 민주당 위원장 후임으로 존 브로던을 지지하였고, 존 브로던이 선출되었다.

## 정치적 입장

### 낙태
부티지지는 임신중단권 운동을 지지하며, 낙태 시술에 지불되는 연방 기금을 제한하는 하이드 개정안에 반대한다. 2018년 부티지지는 임신 중절 병원 예정지 근처에 낙태 반대 단체의 센터 설립을 허용한 사우스벤드 시의회에 거부권을 행사한 바 있다.
2019년 5월 앨라배마주 주의회가 모든 임신 중절 시술을 금지하는 법을 통과시키자, '과학을 무시하고, 낙태를 범죄화하며, 여성을 처벌하는 행위'라고 비판하였다.

### 기후변화
부티지지는 기후변화에 대응할 정책으로 3가지 단계를 주장하고 있다. 재생 가능 에너지 일자리 창출을 통한 청정 경제 건설, 자연 재해 방지와 구호에 대한 투자로 회복탄력성을 개선 그리고 기후 변화 대응을 위한 국제 사회 협력에서 미국의 역할을 고조시키는 것이다. 그는 2025년까지 미국의 재생 가능 에너지를 통한 전력 발전량을 두배로 늘리고, 2035년까지 전력 발전 산업에서, 2040년까지 산업 차량에서, 2050년까지 모든 분야에서 이산화탄소 배출을 금지하는 계획을 제시하였다.
만약 그가 대통령으로 당선된다면, 파리 협정을 다시 비준하며, 녹색 기후 기금 출자금액을 두배로 늘리겠다고 공약하였다. 부티지지는 2017년 6월 트럼프 대통령의 파리 협정 탈퇴 결정 이후에도 파리 협정 목표를 이행하겠다며 결의한 407명의 미국 시장 중 한 명이다. 또한 부티지지는 미국 의회에 민주당이 발의한 그린 뉴딜을 지지한다.

## 역대 선거 결과
| 선거명      | 직책명          | 대수 | 정당   | 득표율 | 득표수   | 결과 | 당락                 |
| ----------- | --------------- | ---- | ------ | ------ | -------- | ---- | -------------------- |
| 2011년 선거 | 사우스벤드 시장 | 32대 | 민주당 | 73.85% | 10,991표 | 1위  | 사우스벤드 시장 당선 |
| 2015년 선거 | 사우스벤드 시장 | 32대 | 민주당 | 80.41% | 8,515표  | 1위  | 사우스벤드 시장 당선 |